# Nanna Sjögren
Anna (Nanna) Martina Sjögren, född 10 november 1883 i Malmö, död 18 december 1954 i Barsebäcks församling, Malmöhus län, var en svensk målare.
Sjögren studerade konst i Dresden, München och Wien samt under studieresor till Frankrike och Italien. Separat ställde hon ut på Malmö rådhus 1933 och 1937 samt i Barsebäckshamns skola ett par gånger. Bland hennes offentliga arbeten märks altartavlan i Lackalänga gravkapell. Hennes konst består av porträtt, djurbilder, figursaker, sydtyskt bondfolk och landskapsbilder med tyska eller svenska motiv. 